# Elektroforeza
Elektroforeza je proces, pri katerem ioni oz. električno nabiti delci potujejo v električnem polju. Lahko je preparativna ali analitska. Ločimo pa tudi horizontalno in vertikalno elektroforezo. Vertikalno elektroforezo sestavljajo komora, gel, pufer in vzorci.
Sila, ki omogoča gibanje molekul, je električna sila (molekule so linearne in negativno nabite). Molekule potujejo po koloni skozi separacijski gel naproti pozitivnem naboju. Na elektroforetsko mobilnost vplivajo lastnostni vzorca, električno polje in nosilec. 

## Definicija
Elektroforeza je proces, pri katerem ioni oz. električno nabiti koloidni delci potujejo v električnem polju. Delci z istim nabojem potujejo k isti nasprotno nabiti elektrodi.
Hitrost potovanja je odvisna od velikosti naboja, mase delca in oblike delca (razvejanosti verige).
Izvedemo jo tako, da nekaj kapljic vzorca nanesemo na ustrezen nosilec in priključimo na vir enosmerne napetosti. Proces vodimo toliko časa, da se komponentne ločijo med seboj. Ko elektrika teče skozi elektroforezno celico, delci potujejo v smer proti nasprotno nabiti elektrodi.
Rezultat ločitve je skupina zaporednih madežev oz. pasov, ki jih analiziramo. Ti madeži so lahko obarvane ali neobarvane komponente. Če so madeži nevidni, uporabimo ustrezno detekcijo (UV žarki, specifični reagenti).

## Tehnike elektroforeze
Tehnike elektroforeze uvrščamo v štiri glavne skupine glede na nosilec, ki ga uporabljamo:

### Papirna elektroforeza
Papirna elektroforeza poteka na papirju na vlažni komori. Vzorec nanesemo na sredino traku, ki je bil predhodno omočen s pufersko raztopino. Oba konca traku sta namočena v pufrski raztopini z elektrodama. Ko elektrodi priključimo, delci potujejo proti nasprotno nabiti elektrodi.
Hitrost potovanja delcev je odvisna od zgradbe delca (velikost, razvejanost, masa, velikost naboja), velikosti napetosti in pH vrednosti pufra.

### Gelska elektroforeza
Agarozna gelska elektroforeza je metoda, ki se uporablja v biokemiji in molekularni biologiji za ločevanje molekul DNK in RNK glede na velikost. Le-to dosežemo s premikanjem negativno nabitih molekul nukleinskih kislin skozi agarozni gel v električnem polju.
Agaroza je linearni polisaharid, ki je topen v vroči vodi oziroma v pravem pufru, pri ohlajanju pa polimerizira in tvori gel. Glavne prednosti gela so, da se ga enostavno vlije in da ne denaturira vzorcev. Uporabljamo gele z 0,7- do 2-% agarozo.

### Hitre sodobne elektroforezne tehnike in naprave
Sodobne elektroforezne tehnike uporabljamo predvsem za ločevanje, prepoznavanje in čiščenje DNK glede na njihovo velikost.
Molekule DNK, ki jih želimo analizirati, damo v zelo viskozen medij, da otežimo njihovo gibanje. Ustvarimo električno polje, pod vplivom katerega se fragmenti DNK začnejo premikati proti anodi (pozitiven potencial). Ločitev dosežemo z izkoriščanjem različne hitrosti gibanja različno velikih molekul.

### Kapilarna elektroforeza
Kapilarna elektroforeza je metoda, pri kateri se komponente ločijo zaradi različne hitrosti potovanja v električnem polju v kapilari.
Uporablja se kot dobra alternativa tekočinski kromatografiji visoke ločljivosti. Daje primerljive rezultate, uporabi pa veliko manj vzorca in topil.

## Postopek elektroforeze
Vzorec nanesemo na porozni nosilec, navlažen s pufrom (ohranja nespremenjen pH). Sprva se je kot nosilec uporabljal papir, kasneje pa so začeli uporabljati škrobni gel, agar in druge nosilce.
Elektroforetski sistem, ki vsebuje katodo in anodo, priključimo na električno napetost. To povzroči gibanje nabitih molekul vzorca po nosilcu proti nasprotno nabiti elektrodi. Tako se proti anodi najhitreje gibljejo majhne molekule z najbolj negativnim nabojem, proti katodi pa molekule z najbolj pozitivnim nabojem.
Različne molekule vzorca se med postopkom elektroforeze razdelijo na več frakcij, ki jih vidimo kot lise na nosilcu. Te lise se nahajajo v različni oddaljenosti od mesta, kjer smo vzorec nanesli na nosilec. Da posamezne frakcije vzorca postanejo bolj vidne, jih obarvamo z različnimi snovmi. Ker v praksi pride do mnogih prekrivanj (običajno se ločita le najpočasnejša in najhitrejša komponenta), za določevanje posameznih sestavin v lisi uporabimo denzitometer in izmerimo gostoto.

## Uporaba elektroforeze
Za analizo surovin je ključno, da lahko ločimo elemente, ki jih sestavljajo. Elektroforeza je namreč separacijska analizna tehnika, ki nam pomaga pri določanju sestave izbrane snovi.
Sprva so elektroforezo uporabljali za ločevanje različnih beljakovin, danes pa se veliko uporablja za ločevanje sestavin v bioloških vzorcih (serum, plazma, urin ...). Elektroforeza se uporablja tako v večjih kot tudi manjših laboratorijih (raziskovalni, šolski, analizni, drugi obrati industrije ...).